# Ligne M14 du métro d'Istanbul
La ligne M14 du métro d'Istanbul est un projet de construction en cours de réalisation d'une ligne du réseau métropolitain dans la partie asiatique d'Istanbul en Turquie. La mise en service d'un premier tronçon est prévue pour 2024. Elle comptera au total 6 stations pour 7,3 kilomètres de longueur.

## Historique

### Chronologie
- horizon 2024 : Altunizade - Bosna Bulvarı
- ultérieurement : Bosna Bulvarı - Kâzım Karabekir

## Caractéristiques

### Stations en construction et correspondances
|  |   |  |  | Station             | Coordonnées | Correspondances   |
|  | - |  |  | ------------------- | ----------- | ----------------- |
|  | O |  |  | Altunizade          |             | (M5)              |
|  | o |  |  | Ferah Mahallesi     |             |                   |
|  | o |  |  | Çamlıca Camii       |             |                   |
|  | o |  |  | Bosna Bulvarı       |             |                   |
|  | o |  |  | Yavuztürk Mahallesi |             |                   |
|  | O |  |  | Kâzım Karabekir     |             | (en construction) |